# پریسا احمدی (قایقران)
پریسا احمدی (زاده ۲۹ مهر ۱۳۷۲ در زنجان) قایقران روئینگ اهل ایران است.
از افتخارات وی می‌توان به کسب ۲ مدال طلا در مسابقات قهرمانی روئینگ آسیا در سال ۲۰۱۷ اشاره کرد.

## افتخارات
- مدال نقره مسابقات روئینگ چهار نفره قهرمانی آسیا (۲۰۱۶ چین)
- مدال برنز مسابقات روئینگ دو نفره قهرمانی آسیا (۲۰۱۶ چین)[۱]
- مدال طلا مسابقات روئینگ دو نفره کاپ آسیا (۲۰۱۶ ایران)
- مدال طلا مسابقات روئینگ تک‌نفره کاپ آسیا (۲۰۱۶ ایران)